# Roger Karoutchi
Roger Karoutchi (sinh ngày 26 tháng 8 năm 1951) là Đại sứ Pháp tại OECD. Ông là cựu Quốc vụ khanh của Thủ tướng Pháp, chịu trách nhiệm về Quan hệ với Quốc hội.

## Tuổi thơ
Karoutchi sinh ra tại Casablanca trong một gia đình Do Thái-Armenia định cư ở Maroc vào thế kỷ 18. Họ đã đến từ Livorno ở Ý.
Ông đã nhận bằng thạc sĩ từ Sciences Po Aix.